# Tervasaari (ö i Birkaland, Övre Birkaland, lat 62,03, long 24,46)
Tervasaari är en ö i Finland. Den ligger i sjön Ajosjärvi och i kommunen Mänttä-Filpula i den ekonomiska regionen  Övre Birkalands ekonomiska region  och landskapet Birkaland, i den södra delen av landet, 210 km norr om huvudstaden Helsingfors. Öns area är 3,2 hektar och dess största längd är 330 meter i nord-sydlig riktning.